# Relic (romanzo)
Relic è un romanzo del 1995 di Lincoln Child e Douglas Preston.
È in ordine cronologico la prima avventura che ha per protagonista l'agente dell'FBI Aloysius Pendergast.

## Trama
(Lincoln Child e Douglas Preston)
Nel 1987, nel cuore dell'Amazzonia, ai piedi di un altopiano del tutto inesplorato, l'antropologo Julian Whittlesey del Museo di storia naturale di New York si accinge alla ricerca del collega Crocker scomparso pochi giorni prima nella giungla, mentre Carlos, un suo compagno, trasporta verso l'accampamento i reperti ritrovati da Whittlesey stesso (tra cui una misteriosa statuetta raffigurante "Mbwun", mitologica creatura che pare essere l'unica prova dell'esistenza della civiltà Kothoga, che l'antropologo americano sta cercando) oltre che il diario dell'antropologo. 
Dopo aver scritto una lettera al collega Montague, di servizio al museo di scienze naturali Newyorkese, si imbatte in Crocker, o in quel che ne è rimasto: l'uomo è stato sventrato senza remore. Il primo capitolo finisce con l'antropologo che, capita troppo tardi la natura malvagia dei Kothoga, sente un fruscio nella vegetazione.
Museo di storia naturale di New York, 1995.
Margo Green, antropologa del museo specializzata in etnofarmacologia, assieme al suo collega Gregor Kawakita, rimane di stucco nel sapere che dentro il museo sono stati ritrovati due bambini orribilmente uccisi e decapitati. Sul posto vengono mandati Vincent D'Agosta, tenente di polizia di New York, e William Smithback, giornalista d'assalto. Nel frattempo, Margo fa la conoscenza di George Moriarty, anch'esso antropologo e curatore della nuova mostra che è in allestimento presso il museo, Superstizione, e chiede alla ragazza di preparare delle didascalie per alcune vetrine di etnofarmacologia presenti nella mostra.
Nel frattempo viene uccisa una guardia del museo con le stesse modalità delle vittime precedenti, e così a D'Agosta viene affiancato l'enigmatico agente dell'FBI Aloysius Pendergast. Dopo aver realizzato un calco in lattice delle ferite presenti sulle vittime, Pendergast mostra il reperto al Dottor Frock, il mentore di Margo, che giunge alla conclusione che il killer sia in realtà un animale, e non un semplice omicida.
D'Agosta e Pendergast, dopo essere stati aiutati da Ippolito, il capo delle guardie del museo,
chiedono al direttore del museo, Winston Wright, che la mostra venga posticipata, ottenendo un fermo rifiuto. Dopo l'uscita dei due, Wright chiama alcuni capi di Stato per richiedere la sospensione dall'incarico di Pendergast.
Intanto, Margo tenta di rintracciare Moriarty all'interno del museo, che da una certa ora viene messo sotto coprifuoco, ma, non trovandolo, si perde e finisce in una stanza dove vede la statuetta di "Mbwun" e dove può constatarne la somiglianza con il calco in lattice. Riferisce la scoperta al Dr. Frock, che sembra avallare la teoria dell'"Effetto Callisto" proposta da Frock anni prima, ma mai del tutto accettata dalla "scienza ufficiale". A causa della richiesta effettuata da Wright e della fase di stallo nella quale sembra essere caduto il caso, a capo di D'Agosta e Pendergast viene mandato l'agente federale Coffey che, trascurando ogni possibile problema, fa partire la mostra.
Nel frattempo, Margo nel suo laboratorio fa una scoperta agghiacciante: dal diario di Whittlesey capisce che il vero Mbwun non è la bestia, ma la pianta tropicale che l'antropologo aveva usato per imballare i reperti: essa si scopre essere ospite di un peculiare virus capace di sintetizzare gli stessi enzimi e proteine prodotti (seppur in dosi minori) dall'epìfisi (parte del cervello) umana, l'unico organo risultante mancante nelle vittime. Capisce quindi che la bestia si deve nutrire regolarmente di quegli enzimi, e che dopo che l'altopiano su cui viveva (quello che la spedizione Whittlesey aveva il compito di esplorare) era stato bruciato e contaminato dalle estrazioni minerarie, aveva seguito le casse, unica fonte della pianta ormai estinta, fino al museo di scienze naturali americano, lasciandosi alle spalle una scia di cadaveri (le casse, spedite via mare, erano arrivate a New Orleans, in un naufragio: l'equipaggio era stato ritrovato squartato, e di questo caso si era iniziato ad occupare Pendergast, che era in seguito stato affidato al caso di New York che faceva pensare allo stesso assassino). Per anni la bestia era rimasta nel museo, nutrendosi delle fibre senza necessità di uccidere, ma dopo che Cuthbert aveva trasferito le casse in una zona ad alta sicurezza, inaccessibile alla belva, essa so era trovata in una situazione in cui uccidere era l'unica scelta. Risolto il problema del movente, Margo si occupa di identificare il colpevole dei delitti. Ci riesce grazie ad un pezzo d'artiglio ritrovato in una delle prime vittime. Immette il DNA in un software sviluppato da Kawakita e ottiene un identikit spaventoso: un essere in parte rettile e in parte primate, predatore intelligente, agilissimo, furtivo e notturno.
La ragazza si precipita dal professor Frock, e lo informa di tutte le sue scoperte: poi i due si dirigono alla mostra per fermare il ricevimento e l'inaugurazione, ma vengono presi per ammattiti e allontanati velocemente dalla mostra: senza avere altre opzioni, i due decidono di avventurarsi nello scantinato alla ricerca di Pendergast, che era sceso lì sotto alla ricerca dell'assassino.
Intanto, durante la mostra viene ritrovato il cadavere di un agente precedentemente scomparso la cui vista produce panico nella folla che inizia a correre frettolosamente verso l'uscita.
Un improvviso Black Out causato accidentalmente lascia i visitatori nel museo ormai completamente buio, che si trasforma in una riserva di caccia per la creatura.
Scoppia il panico, ma mentre la folla cerca di uscire dal museo, il sistema di sicurezza (la cui efficienza era stata garantita da Coffey, mentre aveva lasciato Pendergast non del tutto convinto) va in tilt e isola una quarantina di invitati all'interno della mostra. Tale sistema di sicurezza prevedeva, in caso di effrazione registrata, la chiusura ermetica di spesse porte d'acciaio e la divisione del museo stesso in diversi settori compartimentati e isolati tra di loro: questo impedisce l'accesso dall'esterno di Coffey e dell'FBI. Tra i rimasti bloccati nel museo risultano Smithback, i poliziotti D'Agosta e Bailey, il responsabile della sicurezza interna Ippolito, il sindaco, il direttore del museo Wright, la direttrice stampa Lavinia Rickman e il vicedirettore Ian Cuthbert. D'Agosta prende il comando assieme a Bailey e a Ippolito, e si organizzano per curare i feriti, resistere alla bestia e trovare una via d'uscita, mentre il sindaco calma i superstiti con parole gentili. Dopo un primo assalto del mostro, che uccide Ippolito, i rimasti decidono di ignorare le direttive radio di Coffey, che si dimostra inetto ed incapace di pensiero lucido sotto pressione, e di seguire il consiglio di Pendergast, che suggerisce al tenente di scendere nel sotterraneo del museo e seguire un corridoio che li porterà alla salvezza. Solo Wright, Rickman e Cuthbert si rifiutano si scendere (poiché i primi delitti si erano consumati proprio nei sotterranei), decidendo di rifugiarsi nell'ufficio del preside al 4º piano. Mentre il gruppo di D'Agosta procede, la bestia li insegue e uccide prima Bailey nella retroguardia, poi attacca D'Agosta che viene salvato dall'intervento tempestivo di Smithback, che blocca il passaggio sbarrando il corridoio. 
Intanto, Coffey spedisce una squadra dei Nuclei Speciali a salvare i reclusi. Dopo aver fatto irruzione dal tetto, si imbattono nel gruppetto dei dirigenti, riuscendo a portare in salvo solo Cuthbert prima che la belva, guidata dall'olfatto sovrasviluppato (mentre occhi e udito sono involuti, essendo un animale notturno), attacchi. Cuthbert è l'unico superstite, ma la sua salute mentale risulta irrimediabilmente compromessa.
Contemporaneamente, il gruppo Pendergast-Frock-Margo imbastisce una serie di trappole per la belva, che si rivela essere troppo furba e robusta (l'ossatura resiste anche a proiettili di alto calibro: un colpo alla testa viene deviato dallo spesso cranio). In un ultimo, disperato tentativo, l'agente speciale e la ragazza abbandonano il professore, costretto su una sedia a rotelle e quindi di impaccio, in una sala ermetica con porta di acciaio, ripromettendosi di recuperarlo più tardi. Dopodiché si fingono turisti smarriti, e quindi facili prede per la bestia.
D'Agosta e Smithback raggiungono il sotterraneo, che a causa del diluvio che sta imperversando all'esterno e per la vicinanza al fiume si sta lentamente allagando. Riescono a raggiungere un passaggio alle fognature, e qui si accorgono di essere nella tana della belva. Riesumano i cadaveri di tutte le vittime scomparse e mai ritrovate, tra cui anche quello di Montague (il collega a cui era destinata la lettera di Whittlesey), ritenuto scomparso anni prima ma in realtà ucciso dalla belva e nascosto dai Dirigenti (Rickman, Wright). Dopodiché, raggiunto un tombino, vengono tratti in salvo.
Margo e Pendergast sono nel corridoio più lungo del museo, aspettando la belva, ferita e infuriata. Il piano consiste nel neutralizzarla sparando agli arti esposti: Pendergast, grazie all'abilità da tiratore coltivata in passato durante lunghe battute di caccia con la moglie ormai defunta, può sparare alle articolazioni esposte della belva (polsi e caviglie) al fine di immobilizzarla. Tutto si svolge in una manciata di secondi: la bestia, resa più sicura dallo scontro con i Nuclei Speciali, si mostra incauta, e attacca frontalmente i due, che fanno scattare la trappola: Margo accende una potente torcia, che acceca temporaneamente il mostro, mentre Pendergast scarica 4 dei 5 colpi di caricatore sugli arti, colpendolo ma non sortendo effetti. Allora, su suggerimento di Margo, si giocano il tutto per tutto: il quinto colpo è indirizzato all'occhio, e lo centra: lo stesso teschio spesso che non aveva permesso al primo proiettile di entrare è ora un impedimento al secondo di uscire. Dopo esser rimbalzato per tutta la scatola cranica, il cervello schizza fuori dalle orbite e Mbwun crolla a terra, morto.
Qualche settimana dopo, Smithback, Frock, D'Agosta, Margo, Pendergast e Kawakita si incontrano nell'ufficio del professore paralitico per riassumere gli avvenimenti e guardare al futuro: Pendergast rimarrà in pianta stabile a New York, assumendo il posto vacante lasciato da Coffey, trasferito dopo il suo insuccesso. Smithback pubblicherà sull'avventura un libro che già si preannuncia best seller, mentre il ruolo di Direttore del Museo sarà rivestito da Frock, Kawakita o chissacchì. Margo resterà al museo, finendo il saggio sulla botanica che stava redigendo sotto la supervisione di Frock. D'Agosta, accattivatosi l'amicizia del sindaco, è stato promosso Capitano. La vita riprende.
Nell'epilogo, si apprende un ultimo, sconvolgente segreto. Kawakita, recuperato un campione della pianta virale prima che essa fosse fatta sparire dall'FBI, ha intrapreso in segreto studi su di essa, apprendendone metodi di conservazione e coltivazione. Per guadagnare fondi extra, la spaccia come droga senza effetti collaterali. Intanto, i miglioramenti applicati al suo software gli permettono di apprendere la verità dietro il culto di Mbwun: essa è sì, la pianta, ma anche la creatura che diventa tale mangiandola: Whittlesey, catturato dai Kothoga, era stato da essi costretto a ingurgitare massicce dosi del vegetale, mutando in quell'orrenda bestia che aveva fatto tremare New York. E ora lui, George Kawakita, aveva ricostruito il culto, preparandosi, con il monopolio della coltivazione, a dominare il mondo tramite le bestie che avrebbe creato con il virus rielaborato e perfezionato.

## Personaggi principali
- Vincent D'Agosta: coriaceo tenente della polizia di New York, chiamato per dirigere le indagini nel museo. Molto scettico riguardo alla "maledizione di Mbwun", si ricrederà in seguito e guiderà un gruppo di sopravvissuti nei sotterranei del museo e alla fine sarà ricompensato con una promozione.
- Aloysius Pendergast: enigmatico agente dell'FBI, supporta D'Agosta nelle indagini. Ha perso la moglie, e proviene da New Orleans. Ucciderà la bestia.
- Margo Green: studentessa e ricercatrice antropologa del Museo specializzata in etnofarmacologia. Deve realizzare una dissertazione per il suo mentore, il Dr. Frock.

Aiuterà Pendergast a uccidere la bestia.
- William "Bill" Smithback: giornalista d'assalto, sta lavorando ad un libro sull'imminente mostra Superstizione e vorrebbe inserirvi pezzi scandalistici e notizie riguardanti i recenti delitti, ma in ciò è ostacolato dalla sua editrice, Lavina Rickman. Aiuterà D'Agosta a portare in salvo i sopravvissuti.
- Dr. Frock: mentore di Margo e curatore della sezione di Biologia evolutiva, è l'ideatore della teoria dell'"Effetto Callisto" e autore del libro "L'Evoluzione frattale". Risulta molto interessato alla bestia, poiché essa sembra avallare la sua teoria. In passato godeva di un'ottima reputazione, ormai in declino dopo il rifiuto da parte di una grossa fetta di scienziati di accettare l'"Effetto Callisto".
- Ippolito: capo delle guardie del museo, ha assoluta fiducia nel suo sistema di sicurezza. Verrà sbranato dalla bestia dopo il Black Out.

- George Moriarty: antropologo allievo di Cuthbert, è il curatore della mostra e innamorato di Margo. Il suo cadavere verrà trovato nella tana di "Mbwun".
- Winston Wrigth: direttore del Museo, tenta di ostacolare D'Agosta e Pendergast nelle indagini per non rallentare l'inaugurazione della mostra. Verrà ucciso dalla bestia.
- Lavina Rickman: si occupa delle relazioni tra il museo e l'opinione pubblica e dunque tenta di ostacolare Smithback nella stesura del libro. Verrà uccisa dalla bestia insieme a Wrigth.
- Ian Cuthbert: di origini scozzesi, è un antropologo e l'ideatore della mostra. Ha un faccia a faccia con Mbwun durante la quale lo scienziato chiede all'animale di essere risparmiato ottenendo la salvezza, ma impazzisce dalla paura: verrà internato
- Gregory Kawakita: giovane e ambizioso biologo, amico di Margo, è l'inventore, insieme al Dr. Frock, dell'"Estrapolatore". Alla fine del libro scoprirà le vere origini della creatura.
- Julian Whittlesey: antropologo del museo, è il direttore della spedizione in Amazzonia nel 1987. Mentre è alla ricerca dell'amico Crocker, viene trovato dagli indigeni Kothoga che lo costringono a trasformarsi in Mbwun.

- Mbwun: una sorta di ibrido tra un primate e un dinosauro (geko-rettile), è una creatura notturna dall'intelligenza e olfatto acutissimi, veloce come un levriero accompagnato perennemente da uno strano odore. In origine era l'antropologo Whittlesey, ma i Kothoga lo costrinsero a cibarsi di una strana pianta che ne mutò l'aspetto così da poterli difendere dagli uomini bianchi che di lì a poco sarebbero arrivati. Dato che è dipendente da un certo tipo di ormoni che si trovano soltanto in una specie di pianta e nell'ipofisi, dopo che l'altopiano in cui viveva fu distrutto, si diresse verso il Museo di New York dove poteva trovare quel tipo di pianta che lo nutriva che era stata utilizzata per imballare le casse spedite al Museo. Provoca molte vittime ma risparmia stranamente Cuthbert.

## Edizioni
- Lincoln Child, Douglas Preston, Relic, Sonzogno, 2002, ISBN 88-454-2393-X.